# Tricyphona crassipyga
Tricyphona (Tricyphona) crassipyga là một loài ruồi trong họ Pediciidae. Chúng phân bố ở vùng Tân nhiệt đới.